# ハンガリー舞曲

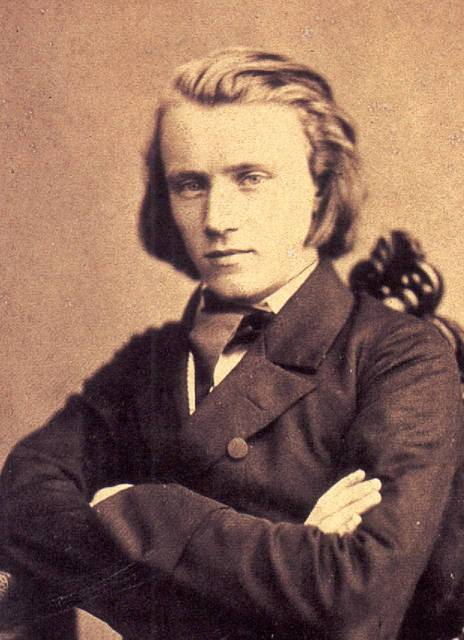
ブラームス（1853年）

『ハンガリー舞曲集』（ハンガリーぶきょくしゅう、ドイツ語: Ungarische Tänze）WoO.1 は、ヨハネス・ブラームスがハンガリーのジプシー（ロマ）音楽に基づいて編曲した舞曲集。オーケストラでの演奏が広く知られているが、最初はピアノ連弾のために書かれ、爆発的な人気を博した。
全部で21曲あり、それぞれの長さは1分程度のものから4分程度のものまでとまちまちである。中でも、管弦楽用に他者によって再編曲された第5番がとりわけ有名である（曲自体はケーレル・ベーラのチャールダーシュ "Bártfai emlék" による）。

## 作曲の経緯
ブラームスは1850年代の前半に、エドゥアルト・レメーニの伴奏者としてドイツの各地で演奏旅行を行い、その時にレメーニからジプシー音楽（ロマの民族音楽）を教えられて魅了された。それ以来ブラームスは、それをハンガリーの民族音楽と信じて採譜を続け、1867年に出版社のジムロックに最初の6曲を送ったが、その時は拒否されている。結局それらを含む第1、2集が1869年に出版されると大好評となり、1880年に第3、4集が刊行された。
『ハンガリー舞曲集』に作品番号は付いていない。これが自作ではなく、伝統音楽の編曲にすぎないことをブラームスが慮ってのことであった（とはいえ、第7曲、第11曲、第14曲、第16曲の主題は、完全にブラームスの創作であったらしい）。のちにレメーニは『ハンガリー舞曲集』の成功を知ると、これが盗作であるとしブラームスを相手に訴訟を起こした。結果はブラームスが「作曲」ではなく「編曲」としておいたことが幸いして、ブラームスが勝訴した。
ブラームスは自分の『ハンガリー舞曲集』の成功に自信を得て、アントニン・ドヴォルザークに『スラヴ舞曲集』を作曲して収益を得るように助言している。もっともドヴォルザークは編曲ではなく、民族舞曲の性格と特徴を取り入れ、自作の主題によって曲集をまとめ上げた。なおドヴォルザークは、『ハンガリー舞曲 第4集』を管弦楽用に編曲している。
ピアノ独奏用の編曲に、モーリッツ・モシュコフスキやジョルジュ・シフラによるものなどがある。
第1集 第1番の冒頭の一部は、ヨーゼフ・シュトラウスのポルカ・マズルカ『とんぼ』とともに、1889年12月2日にトーマス・エジソンの代理人の依頼で、ブラームス自らのピアノ演奏で蓄音機に録音された。これは、史上初のレコーディングとされている。

## ハンガリー舞曲集の版

### 4手用版
第1、2集は1872年にブラームス自身の手によるピアノ独奏版が書かれた。

### ヴァイオリン版
ブラームスの親友ヨーゼフ・ヨアヒムが、ヴァイオリンとピアノのための二重奏曲に編曲した版。ちなみにフリッツ・クライスラーは第17曲のみを同様の編成のために編曲している。

### 管弦楽版
ブラームスは、1873年に自身が指揮をする演奏会で取り上げるため第1曲、第3曲、第10曲を管弦楽用に編曲している。全21曲の内、残りの18曲はブラームス自身によるオーケストレーションが施されていないが、さまざまな音楽家がオーケストレーションを手がけており、主に次のような版が存在する。一般的にみられるオーケストレーション上の配慮として、特定の楽器に対する不自然な演奏の回避や楽器の響きやすさなどのために移調されている曲がある。
- アンドレアス・ハレーン（第2曲、第7曲）
- パウル・ユオン（第4曲）
- マルティン・シュメリング（第5曲 - 第7曲）
- アルバート・パーロウ（第5曲、第6曲、第11曲 - 第16曲）
- ハンス・ガル（第8曲、第9曲）
- アントニン・ドヴォルザーク（第17曲 - 第21曲）
- イヴァン・フィッシャー（第2曲、第4曲、第5曲、第7曲、第11曲 - 第14曲）
- ローベルト・ショルム（第4曲、第8曲、第9曲）
- ヒダシュ・フリジェシュ（第15曲、第17曲、第18曲）
- フリードリヒ・ライヒェルト（第5曲、第6曲）
- ペーテル・ブレイネル（第2曲、第4曲 - 第9曲）

### ギター独奏版
エトヴェシュ・ヨージェフによる全曲の編曲がある｡

## 各版の調性の違い
|       | 番号   | ピアノ連弾版 原調 | 速度                | ピアノ独奏版 | ヴァイオリン版 | 管弦楽版                                                                           |
| ----- | ------ | ----------------- | ------------------- | ------------ | -------------- | ---------------------------------------------------------------------------------- |
| 第1集 | 第1番  | ト短調            | Allegro molto       | 原調通り     | 原調通り       | 原調通り                                                                           |
| 第1集 | 第2番  | ニ短調            | Allegro non assai   | 原調通り     | 原調通り       | 原調通り                                                                           |
| 第1集 | 第3番  | ヘ長調            | Allegretto          | 原調通り     | 原調通り       | 原調通り                                                                           |
| 第1集 | 第4番  | ヘ短調            | Poco sostenuto      | 嬰ヘ短調     | ロ短調         | ユオン版では嬰ヘ短調、フィッシャー版およびブレイネル版ではヘ短調                   |
| 第1集 | 第5番  | 嬰ヘ短調          | Allegro             | 原調通り     | ト短調         | フィッシャー版では原調通り、シュメリング版、パーロウ版およライヒェルト版ではト短調 |
| 第2集 | 第6番  | 変ニ長調          | Vivace              | 原調通り     | 変ロ長調       | シュメリング版およびパーロウ版ではニ長調、ライヒェルト版では変ロ長調               |
| 第2集 | 第7番  | イ長調            | Allegretto          | ヘ長調       | 原調通り       | シュメリング版ではヘ長調、ブレイネル版ではイ長調                                   |
| 第2集 | 第8番  | イ短調            | Presto              | 原調通り     | 原調通り       | 原調通り                                                                           |
| 第2集 | 第9番  | ホ短調            | Allegro non troppo  | 原調通り     | 原調通り       | 原調通り                                                                           |
| 第2集 | 第10番 | ホ長調            | Presto              | 原調通り     | ト長調         | ブラームス自身がヘ長調に移調                                                       |
| 第3集 | 第11番 | ニ短調            | Poco andante        | -            | 原調通り       | 原調通り                                                                           |
| 第3集 | 第12番 | ニ短調            | Presto              | -            | 原調通り       | 原調通り                                                                           |
| 第3集 | 第13番 | ニ長調            | Andantino grazioso  | -            | 原調通り       | 原調通り                                                                           |
| 第3集 | 第14番 | ニ短調            | Un poco andante     | -            | 原調通り       | 原調通り                                                                           |
| 第3集 | 第15番 | 変ロ長調          | Allegretto grazioso | -            | 原調通り       | 原調通り                                                                           |
| 第3集 | 第16番 | ヘ短調 – ヘ長調   | Con moto – Presto   | -            | 原調通り       | 原調通り                                                                           |
| 第4集 | 第17番 | 嬰ヘ短調          | Andantino           | -            | 原調通り       | 原調通り                                                                           |
| 第4集 | 第18番 | ニ長調            | Molto vivace        | -            | 原調通り       | 原調通り                                                                           |
| 第4集 | 第19番 | ロ短調            | Allegretto          | -            | 原調通り       | 原調通り                                                                           |
| 第4集 | 第20番 | ホ短調            | Poco allegretto     | -            | 原調通り       | 原調通り                                                                           |
| 第4集 | 第21番 | ホ短調 – ホ長調   | Vivace – Più presto | -            | 原調通り       | 原調通り                                                                           |

## 各構成曲の冒頭旋律
第1番 
第2番 
第3番 
第4番 
第5番 
第6番 
第7番 
第8番  
第9番 
第10番 
第11番 
第12番 
第13番
第14番 
第15番 
第16番 
第17番 
第18番 
第19番 
第20番 
第21番

## メディア
- アルトゥル・ニキシュ：ブラームスの『ハンガリー舞曲』第5番、1906年2月9日、ヴェルテ＝ミニョンでの演奏。 listen[ヘルプ/ファイル]

## 使用作品
- 独裁者 (映画) - チャールズ・チャップリン演じる理髪師が第5番に合わせて髭を剃る場面がある[1]。
- おもひでぽろぽろ - 給食の場面で第5番が使用されている。

## 関連楽曲
- ブラームスの『ピアノ四重奏曲第1番』は、終曲の第4楽章が「ジプシー風ロンド」と題され、ハンガリー舞曲とよく似た性格の音楽となっている。シェーンベルクによるオーケストラ編曲版も存在する（詳しくは該当項目を参照）。
- NHK Eテレの子供向け番組『いないいないばあっ！』で2022年4月から放送されている楽曲「ピョンピョンアニマルパーティー」（作詞：ピコ太郎、編曲：古坂大魔王）は、第5番にオリジナルの歌詞をつけたものである。